# Cichla kelberi
Cichla kelberi é uma espécie de peixe da família dos cíclids e da ordem dos perciformes.
Os machos podem alcançar 27,6 cm de comprimento. Vivem na América do Sul, mais especificamente no Brasil.